# ژوئل راکوتومالالا
ژوئل راکوتومالالا (انگلیسی: Joël Rakotomalala; ۲۹ مارس ۱۹۲۹ – ۳۰ ژوئیهٔ ۱۹۷۶) سیاست‌مدار اهل ماداگاسکار بود. وی از ۱۱ ژانویه ۱۹۷۶ تا ۳۰ ژوئیه ۱۹۷۶ نخست‌وزیر این کشور بود.
ژوئل راکوتومالالا در ۳۰ ژوئیه ۱۹۷۶، در یک سانحه هوایی در سن ۴۷ سالگی کشته شد.